# Gastrosaccus sanctus
Gastrosaccus sanctus is een aasgarnalensoort uit de familie van de Mysidae. De wetenschappelijke naam van de soort is voor het eerst geldig gepubliceerd in 1861 door van Beneden.